# Parafia św. Andrzeja Boboli i św. Antoniego Pustelnika w Dwikozach
Parafia pw. Świętego Andrzeja Boboli i Świętego Antoniego Pustelnika w Dwikozach – parafia rzymskokatolicka z siedzibą w Dwikozach, znajdująca się w diecezji sandomierskiej w dekanacie Zawichost. Erygowana w 1938.